# 保罗·拉楚布卡
保羅·史提芬·華卓卡（英語：Paul Stephen Rachubka，1981年5月21日—），是一名在美國出生的英格蘭職業足球員，司職門將。
華卓卡在加利福尼亞州城市聖路易斯-奧比斯保出生，由於他的父親是美國人，而母親是英格蘭人，因此他擁有雙重國籍，在他7歲的時候全家搬到英格蘭居住。他曾經代表英格蘭U16、英格蘭U18和英格蘭U20上陣。

## 球會
早期
儘管華卓卡生於美國，但他的職業生涯卻在英格蘭展開，以青年球員的身份加入曼聯。他總共為曼聯一隊上陣三次，其中包括在英超對李斯特城的賽事，以及聯賽盃對屈福特和世界冠軍球會盃對南墨爾本的賽事。他在曼聯效力期間，曾經先後被外借至比利時球會安特衛普和奧咸。
時任曼聯領隊亞歷斯·費格遜希望將他出售，查爾頓出價20萬英鎊希望買入他，他最終轉投查爾頓。在查爾頓的兩年光陰中，他一直無法與甸恩·傑利競爭，最終在2004年五度被外借，第一次是在2月被外借至般尼、然後又被外借至哈德斯菲尔德直至球季結束、其後在季初被外借至米爾頓凱恩斯一個月，以及第四次被外借至諾咸頓，以及第五次再度被外借至哈德斯菲尔德。
哈德斯菲尔德
2003/04球季，華卓卡效力的哈德斯菲尔德贏得第三組別附加賽，取得升班資格。與此同時，他與查爾頓的合約到期，因此他轉投哈德斯菲尔德，並且成為正選門將，直至2006年夏天馬特·格倫農加盟為止。
其後，華卓卡被外借至彼德堡，並擔任馬克·泰勒的支援，在聖誕和新年的快車期間，在英乙賽事中上陣四次。
黑池
2007年1月31日，華卓卡被外借至黑池，作為萊斯·埃文斯的支援，這已經是他九次被外借。2月27日，他在以1-0的比分擊敗前球會奧咸的賽事中處子上陣。4月2日，他憑著在以2-1的比分擊敗克魯的表現，與隊友韋斯·荷拉漢一同被選為媒體協會英甲一週最佳陣容之一。
隨後，他卻由於受傷而缺陣六週。黑池的其他門將，萊斯·埃文斯和路易斯·埃奇同樣受傷，逼使時任黑池領隊西蒙·加利臣緊急借用曼城門將祖·赫特。
祖·赫特返回曼城後，華卓卡亦在2007年5月13日復出，在英甲附加賽四強對奧咸的賽事中上陣，球會在兩回合都擊敗對手，並且在溫布萊球場舉行的附加賽決賽以2-1的比分擊敗伊奧維的賽事中上陣，球會因而取得升班英冠資格。
6月5日，華卓卡與哈德斯菲尔德的合約到期後五天，他正式加盟黑池並簽約兩年。8月13日，他憑在揭幕戰於獲加球場以1-0的比分擊敗李斯特城的賽事中的表現，獲選為英冠一週最佳陣容之一。
華卓卡與隊友肖恩·巴克是黑池在2007/08球季中唯一兩位沒有缺陣任何賽事的球員，華卓卡最終贏得年度黑池最佳球員。
2009/10球季，華卓卡在維卡拉格路體育場以2-2的比分逼和屈福特的賽事中第100次代表黑池上陣。2009年4月，他與球會續約兩年。
2009年9月26日，他憑在布隆菲爾德路球場以2-0的比分擊敗彼德堡的賽事中的表現，獲選為英冠一週最佳陣容之一。12月8日，他在河畔球場以3-0的比分擊敗米杜士堡的賽事中第100次代表黑池於聯賽上陣。其後，他成為球隊的正選門將，然而在以1-4的比分不敵水晶宮的賽事被逐離場後，替補門將馬菲·基克斯的表現，使華卓卡失去了正選門將的位置。該季，他代表球隊在聯賽上陣20次，最終黑池在附加賽擊敗卡迪夫城，取得升班英超的資格。
時任黑池領隊伊恩·荷路威確認華卓卡因為接受膝部手術而缺陣一段時間。因此，他沒有被選入來季黑池24人的大軍名單。黑池買入加納門將李察·京遜取代了他第二門將的位置。儘管他其後康復，在2011年1月才被登記入黑池的25人名單。領隊伊恩·荷路威稱沒有在上半季將他選入初步名單是錯誤的決定。
2011年1月8日，華卓卡在足總盃第三圈對修咸頓的賽事中自一年以來首次上陣。2月，他再次遭受膝傷，傷患使他在下半季大部分時間都缺陣。3月中，他重返黑池進行輕量訓練。2010/11球季，他僅僅上陣3次，而球會最終決定不和他續約。
列斯聯
2011年6月23日，華卓卡以第二門將的身份轉投列斯聯並簽約兩年，與在效力黑池時的原領隊西蒙·加利臣故劍重逢。他揚言自己雖然被預設成是後備門將，但他依然會設法取得正選門將的位置。
2012年3月6日，英甲球會奧連特從列斯聯借用華卓卡至2012年4月6日。
2012年12月1日，英乙球會阿克寧頓史丹利向列斯聯借用華卓卡一個月，借用期滿後可以用每星期形式續借。
2013年5月3日，列斯聯宣佈有10名球員不獲提供新合約可自由轉會，華卓卡為其中之一。
奧咸
2013年9月7日，英甲球會奧咸以短期合約簽入華卓卡至2014年1月。

## 國際賽
華卓卡曾經代表英格蘭U16、英格蘭U18和英格蘭U20上陣。他曾經代表英格蘭U20出戰在尼日利亞舉行的1999年世界青年足球錦標賽。他在對日本U20的賽事中最後一次代表英格蘭U20上陣。
2008年11月5日，華卓卡確認他曾被問及是否有資格代表美國上陣。

## 榮譽
哈德斯菲尔德
- 丙級聯賽附加賽：2003/04

黑池
- 英甲附加賽：2006/07
- 英冠附加賽：2009/10

個人
- 年度黑池最佳球員：2007–08[10]

## 外部連結
- （英文）Paul Rachubka profile at blackpoolfc.co.uk
- （英文）Paul Rachubka profile at htafc.com
- （英文）足球数据库：保羅·華卓卡的球员统计数据